# Balibo

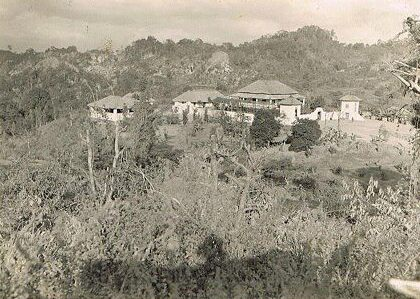
Puesto militar portugués de Balibo en la década de 1930.

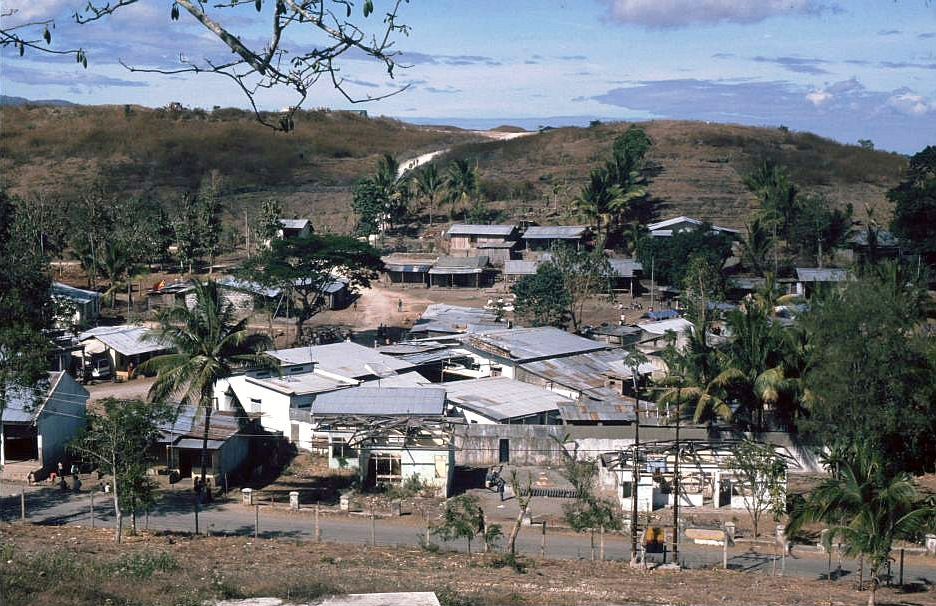
Ciudad de Balibo.

Balibo es una ciudad en Timor Oriental situada aproximadamente a 10 kilómetros (6.2 millas) de la frontera indonesa. Está localizado en el subdistrito de Balibo, Distrito Bobonaro.
Balibo alcanzó notoriedad como el lugar del asesinato de cinco periodistas australianos (Greg Shackleton, de 29 años; Tony Stewart, de 21; Gary Cunningham, de 27; el cámara Brian Peters, de 24, y el reportero Malcolm Rennie, de 29), ahora conocidos como los Cinco de Balibo, por las fuerzas indonesias el 16 de octubre de 1975 durante una incursión de Indonesia en lo que entonces era el Timor portugués. Dicha invasión pudo llegar a acabar con la vida de hasta un tercio de la población de Timor Oriental, de acuerdo a Sarah Staveteig, demógrafa de la Universidad de California en Berkeley
La ciudad conserva un fuerte de 400 años de antigüedad, que fue escenario de varias batallas durante la invasión indonesia en 1975. Los Cinco de Balibo filmaban desde el fuerte cuando las fuerzas indonesias aterrizaron en Balibo el día en que murieron. El fuerte se ha convertido en hotel a partir de 2016, con el apoyo del Rotary Club de Port Melbourne.
En 2002, el gobierno de Victoria, Australia, compró la casa donde se habían alojado los cinco periodistas, que se encontraba en mal estado, y la renovó para que sirviera como guardería, biblioteca y centro de formación profesional. Las organizaciones internacionales de ayuda también han participado en otros trabajos de reconstrucción en la ciudad, como la reconstrucción de un dormitorio para escolares de comunidades remotas que habían sido arrasadas durante los ataques de las milicias.
Balibo tiene 3.933 habitantes (2015), de los cuales 1.891 son hombres y 2.042 mujeres. La densidad de población es de 99,5 habitantes/km² y hay 744 hogares, de los que más del 40% de la población declara el Kemak como su lengua materna. Alrededor del 30% habla tetum prasa, más del 15% habla bekais, alrededor del 10% habla tetum terik y una pequeña minoría habla bunak.
Antes de la reforma territorial de 2015, Balibo tenía una superficie de 34,90 km², pero ahora tiene 39,54 km². Se localiza en el centro del subdistrito de Balibo, y limita al oeste con Batugade, al noroeste con Sanirin, al norte con Leolima, al este y al sur con Leohito y al suroeste con Cowa. 